# Герб на Азербайджан
Гербът на Азербайджан (от хералдическа гледна точка – емблема) смесва традиционни и модерни символи. Централно е представен символът огън. Този символ произлиза от факта, че в страната бушуват много вечни огньове, от което идва името „земя на вечен огън“. Цветовете в герба са заимствани от националното знаме. Тези цветове са фон на осемлъчевата звезда, пред която е представен огънят. Най-отдолу има пшеничен клас, който символизира основния земеделски продукт на страната. До нея се намира клонка от дъб.

## Исторически гербове
- Емблема на Закавказката СФСР (1922 – 1936)
- Емблема на Азербайджанската ССР
(1931 – 1937)
- Емблема на Азербайджанската ССР
(1937 – 1990)